# Sabrina Salerno
Sabrina Debora Salerno (nascuda el 15 de març de 1968), coneguda comercialment com Sabrina, és una cantant, compositora, productora discogràfica, model, actriu i presentadora de televisió italiana.
Durant la seva carrera, ha venut més de 20 milions de discos a tot el món i ha aconseguit deu èxits internacionals, inclosos tres números u. Internacionalment, és més coneguda pel seu senzill "Boys (Summertime Love)" de 1987, que va encapçalar les llistes a França i Suïssa, i va assolir el tercer lloc al Regne Unit. La cançó va anar acompanyada d'un vídeo musical provocador, que va establir la imatge de Sabrina com un símbol sexual. Altres enregistraments populars inclouen "All of Me (Boy Oh Boy)", "My Chico", "Like a Yo-Yo", "Gringo", "Siamo donne" i una versió de "Call Me" (Blondie).

## Infantesa i joventut
La Sabrina va ser criada per la seva tia a Gènova abans de traslladar-se a viure amb els seus avis a Sanremo. Va anar a viure amb la seva mare quan tenia 15 anys. Va cantar al cor de l'església catòlica local i a l'escola va formar un grup de pop amb els seus amics.

## Carrera artística

### Dècada de 1980
Després de guanyar un concurs de bellesa a la seva regió natal, Ligúria, Sabrina va començar a fer de model i el 1984 va fer el seu debut televisiu al programa italià Premiatissima a Canale 5. El 1986, el seu senzill debut "Sexy Girl" cantat en anglès, es va estrenar. Produït per Claudio Cecchetto, es va convertir en un èxit del Top 20 a la seva Itàlia natal i va ser un modest èxit internacional. A finals de 1987, va llançar el seu primer àlbum d'estudi, Sabrina, que va ser cantat completament en anglès. A més de "Sexy Girl", l'àlbum incloïa el seu èxit internacional "Boys (Summertime Love)" (número 1 a França i Suïssa, i Top 5 en més de deu països més;) i "Hot Girl", un èxit del Top 20 en alguns països europeus. "Boys" va guanyar popularitat pel seu famós vídeo, que incloïa escenes sexualment suggeridores. La cançó ha venut més d'1,5 milions de còpies fins ara a tot el món i segueix sent l'èxit de la marca registrada de Sabrina.
El 1988, Sabrina va rebre el premi "Millor cantant europea" durant l'esdeveniment Festivalbar. També va gaudir d'un altre èxit d'estiu a nivell europeu amb el senzill "All of Me (Boy Oh Boy)", produït pel trio Stock-Aitken-Waterman. Matt Aitken va elogiar l'actuació de Sabrina a l'estudi, dient que "com a cantant era bastant decent", però va assenyalar que la seva roba modesta durant la sessió "no va complir la promesa que s'esperava".
Aitken va expressar una certa decepció per l'actuació de la cançó en relació amb l'èxit enorme de "Boys", pensant que "potser el valor de l'impacte havia desaparegut, o potser no van rodar l'escena adequada a la piscina per al vídeo".
Més tard, aquell any, es va publicar el seu segon àlbum d'estudi, Super Sabrina, i va mantenir la seva imatge com a símbol sexual europeu gràcies als vídeos descarats que acompanyaven èxits com "My Chico" (el seu senzill més alt a Itàlia) i "Like a Yo-Yo", produït per Giorgio Moroder. Aquest últim es va convertir en el tema musical d'Odiens, un programa de televisió italià molt popular en hora de màxima audiència, en el qual també va aparèixer Sabrina. Gràcies a l'èxit de la seva música i modelatge, Sabrina va actuar a molts països europeus, entre d'altres al Festival de Jazz de Montreux el 1988 i a l'Estadi Olímpic de Moscou, Rússia, el 1989, on 50.000 persones es van reunir durant tres dies per veure-la actuar. Fins i tot va protagonitzar un videojoc homònim per a ordinadors domèstics una mica arriscat per l'època. El 1989, va protagonitzar la pel·lícula de comèdia italiana Fratelli d'Italia, dirigida per Neri Parenti, al costat d'actors com Christian De Sica, Jerry Calà i Massimo Boldi. També va llançar un nou senzill, "Gringo", amb un èxit moderat i el seu primer àlbum de remixs anomenat Super Remix.

### Dècada dels 1990
El 1990, Sabrina va ser l'amfitriona del programa de televisió setmanal Ricomincio da 2 amb Raffaella Carrà a Rai 2, i va llançar un nou senzill anomenat "Yeah Yeah", que només va ser un èxit modest. El 1991 va marcar un punt d'inflexió en la carrera de Sabrina, quan va gravar un duet amb la cantant italiana Jo Squillo, "Siamo donne", el seu primer llançament en italià. Van interpretar la cançó juntes al Festival de Música de Sanremo de 1991 amb molts èxits. El tercer àlbum d'estudi de Sabrina, Over the Pop, va ser llançat el mateix any, i per primera vegada se li va permetre coescriure i produir algunes de les cançons. El desig d'independència de Sabrina i el distanciament de la seva carrera glamurosa va provocar un conflicte amb la seva direcció. Com a resultat, la promoció de l'àlbum es va ressentir i tant l'àlbum com el senzill següent "Shadows of the Night" van ser fracassos comercials. Un nou senzill, "Cover Model", va ser llançat a França i Itàlia, però no va tenir èxit a les llistes i Sabrina es va separar del seu segell i direcció.
Sabrina va llançar diversos senzills sense àlbum el 1994 i el 1995, inclòs el moderat èxit "Angel Boy" i una nova versió de "Boys". El 1996, va establir el seu propi estudi de gravació a Treviso amb el seu aleshores marit Enrico Monti, i va llançar el seu primer àlbum en italià, Maschio dove sei, que mostrava el seu so pop rock més madur. L'àlbum i els seus dos senzills, "Fatta e rifatta" i el tema principal, van ser sorprenentment aclamats per la crítica, però van ser fracassos comercials per falta de promoció i distribució. L'àlbum es tornaria a publicar l'any següent com a Numeri, amb una nova cançó del títol. Sabrina va debutar com a actriu de teatre a la comèdia I cavalieri della Tavola Rotonda, interpretant el paper de Morgan le Fay, i després va presentar el programa de jocs Il mercante in fiera.
El 1998, Sabrina va participar en una comèdia anomenada Uomini sull'orlo di una crisi di nervi que també va tenir molt èxit, i posteriorment va presentar el programa de televisió Cocco di mamma a Rai 1. En aquest programa cantaria un estiu italià i internacional. èxits del passat, el que la va portar a llançar un retorn a la música. El 1999, Sabrina va llançar un nou àlbum, A Flower's Broken. Encara que el vídeo musical que acompanya la cançó "I Love You" va despertar cert interès, tant l'àlbum com el senzill no van tenir èxit, en gran part a causa de la dissolució del seu segell RTI Music. Sabrina va aparèixer al programa de televisió britànic Eurotrash en el qual va interpretar "I Love You".

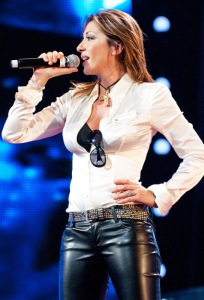
Actuació en octubre de 2010 (Moscou)